# Брембіо
Брембіо (італ. Brembio) — муніципалітет в Італії, у регіоні Ломбардія, провінція Лоді.
Брембіо розташоване на відстані близько 440 км на північний захід від Рима, 45 км на південний схід від Мілана, 14 км на південь від Лоді.
Населення — 2690 осіб (2014).
Щорічний фестиваль відбувається 8 вересня. Покровитель — Santa Maria.

## Демографія
Населення за роками:

Станом на 1 січня 2023 року в муніципалітеті офіційно проживали 364 іноземці з 34 країн, серед них 113 громадян країн Євросоюзу та 2 громадяни України.

## Сусідні муніципалітети
- Боргетто-Лодіджано
- Казальпустерленго
- Ліврага
- Маїраго
- Оспедалетто-Лодіджано
- Оссаго-Лодіджано
- Секуньяго

## Міста-побратими
- Сен-Кристо-ан-Жаре, Франція (2004)